# 東海フットサルリーグ
東海フットサルリーグは、東海サッカー協会フットサル委員会、東海フットサル連盟が主催するフットサルリーグ。静岡県、岐阜県、愛知県、三重県の4県のフットサルチームが参加する。

## 形式
男子1部リーグのチーム数は、2009年度までが6チーム、2010年度と2011年度が8チーム、2012年度以降が10チームである。

## 東海リーグからのFリーグ参入
2006年4月には日本初のプロフットサルクラブとして大洋薬品/BANFFが創設され、北原亘、森岡薫、松宮充義、定永久男など日本代表クラスの選手を多数集めた。2006-07シーズンの東海リーグでは初出場初優勝し、2007年のFリーグ創設とともに名古屋オーシャンズに改称してFリーグに参入した。静岡県の強豪クラブとしては川原永光などを輩出した田原フットサルクラブがあり、2012年には東海リーグとFリーグ準会員リーグを掛け持ちする予定だったが、ステラミーゴいわて花巻がFリーグを脱退したこともあって急遽2012-13シーズンからのFリーグ参加が決まった。

## その他のクラブ
Jリーグのジュビロ磐田が運営するフットサルクラブとしてジュビロ磐田FCがあり、2011年にDELIZIA磐田（デリッツィア磐田）に改名した。DELIZIA磐田は東海リーグでは2010年度、2011年度、2013年度に優勝しており、2012年には全日本フットサル選手権大会 PUMA CUPで決勝ラウンドに進出している。2012-13シーズンには1試合のみFリーグ準会員リーグを戦っており、フウガすみだに2-1で勝利している。
名古屋オーシャンズは2009年に名古屋オーシャンズサテライトを設立し、2010年度にはそれまでBチーム的存在だった大洋薬品BANFF/NAGOYAと入れ替わる形で愛知県フットサルリーグ1部に登録。2012年の東海リーグ昇格後は2年連続でFUTSAL地域チャンピオンズリーグに出場している。

## 2025年度所属クラブ

### 男子1部
2025年度は10チーム
- 大和撫子フットサルクラブ（静岡県）
- MATO GROSSO（静岡県）
- ROBOGATO（愛知県）
- DELIZIA磐田（静岡県）
- 名古屋オーシャンズサテライト（愛知県名古屋市）
- EMERSON FC（静岡県）
- NASPA四日市（三重県）
- Dele Yaone Futsal Club（愛知県）
- PRIDE/futsal arena（愛知県名古屋市）
- ヴィアティン三重（三重県）

男子2部
2025年度は10チーム
・Fuerbellino　（愛知県）
・MEMBER OF THE GANG　（三重県伊賀市）
・ヴェルデラッソ松阪　（三重県）
・BIP HIP（静岡県）
・Defi/Green Field　（静岡県）
・CRAYON　（静岡県）
・楽笑舎フットサルクラブ　（静岡県）
・CRAQUES/NaturezaGrande　（静岡県）
・TOMOEGAWA iCas（静岡県）
・Liberta futsal MIE　（三重県）

## 歴代大会結果

### 男子1部
| 2003年度         | CIBRASIL            |                        |                                             |                                             |                                             |
| 2004年度         |                     |                        |                                             |                                             |                                             |
| 2005年度         |                     |                        |                                             |                                             |                                             |
| 2006年度         | 大洋薬品/BANFF      | Praia                  |                                             |                                             |                                             |
| 2007年度         | Praia               | EMERSON                | Mato Grosso                                 |                                             |                                             |
| 2008年度         | XEBRA               | Praia Grande           | MOT GANG                                    |                                             |                                             |
| 2009年度         | Praia Grande        | MOT GANG               | ジュビロ磐田FC                              |                                             |                                             |
| 2010年度（最終） | ジュビロ磐田FC      | MOT GANG               | DANNY FC                                    |                                             |                                             |
| 2011年度         | DELIZIA磐田         | MOT GANG               | ROBOGATO                                    |                                             |                                             |
| 2012年度         | ROBOGATO            | 名古屋オーシャンズS    | MOT GANG / DELIZIA磐田 / 大和撫子/VIORA藤枝 | MOT GANG / DELIZIA磐田 / 大和撫子/VIORA藤枝 | MOT GANG / DELIZIA磐田 / 大和撫子/VIORA藤枝 |
| 2013年度         | DELIZIA磐田         | 名古屋オーシャンズS    | FALCO GIFU F.S.                             |                                             |                                             |
| 2014年度         | ROBOGATO            | 大和撫子/VIORA藤枝     | 名古屋オーシャンズS                         |                                             |                                             |
| 2022年度         | 名古屋オーシャンズS | Dele Yaone Futsal Club |                                             |                                             |                                             |
| 2023年度         | 名古屋オーシャンズS | NASPA四日市            |                                             |                                             |                                             |
| 2024年度         | 名古屋オーシャンズS | NASPA四日市            |                                             |                                             |                                             |

### 男子2部
| 年       | 優勝               |
| -------- | ------------------ |
| 2007年度 | XEBRA              |
| 2008年度 |                    |
| 2009年度 |                    |
| 2010年度 |                    |
| 2011年度 | Futsal Clube UNIAO |
| 2012年度 | EMERSON. FC        |
| 2013年度 | PRIDE/futsal arena |
| 2014年度 | Force Futsal ISE   |

### 女子
| 年       | 優勝                      |
| -------- | ------------------------- |
| 2011年度 | member of the gang ladies |
| 2012年度 | member of the gang ladies |
| 2013年度 | Frontier FC               |
| 2014年度 | 丸岡RUCKレディース        |

## Fリーグに参入したクラブ
- 大洋薬品/BANFF – 2006年4月に創設され、2006-07シーズンに優勝。2007年のFリーグ創設とともに名古屋オーシャンズに改称してFリーグ参入。
- 田原フットサルクラブ – アグレミーナ浜松に改称して2012-13シーズンにFリーグ参入。